# Кропоткина, Елизавета Сергеевна
Елизавета Сергеевна Кропоткина (23 августа (4 сентября) 1870, деревня Кузьмино Одоевского уезда Тульской губернии — 4 июля 1944, Москва) — организатор и первый руководитель музея «Новодевичий монастырь».

## Биография
Представительница рязанской отрасли рода князей Кропоткиных. Родилась в деревне Кузьмино Одоевского уезда Тульской губернии (ныне — Кузьмино-Доможирово Щёкинского района Тульской области) в семье губернского секретаря Сергея Матвеевича Кропоткина (1838—1894) и его жены, Евфалии Амплиевны (1837—1904). Была третьим ребёнком и средней сестрой из двух сыновей и трёх дочерей Кропоткиных.
С 1870-х годов вместе с семьёй жила в Москве в Трубниковском переулке. В 1890-е годы окончила Санкт-Петербургские и Московские высшие женские курсы и начала педагогическую деятельность. В 1911 году основала в Москве частную женскую гимназию, которая располагалась в её доме.
После революции работала в музейном отделе Главнауки. В 1922 году убедила руководство остановить изъятие ценностей из упразднённого Новодевичьего монастыря и организовала на его базе музей. Первоначально он был посвящён эпохе Софьи Алексеевны и открылся для публики 1 июля 1922 года. В 1925 году к работам в музее были привлечены бывшие монахини, которые занялись реставрацией имевшихся экспонатов. Кропоткина подготовила несколько научных статей по результатам исследовательской работы в музее, однако опубликованы они не были. Единственной её публикацией стал первый путеводитель по музею, вышедший в 1928 году.
В 1926 году музей получил статус историко-бытового художественного музея и получил название «Бывший Новодевичий монастырь». Для восстановления целостности историко-художественного и бытового памятника, каким являлся монастырь, Кропоткина обращалась в отдел благоустройства Москвы с просьбой о возвращении в ведение музея нового кладбища, ранее переданного подотделу садового хозяйства. Однако городские власти сделали прямо противоположное: летом 1927 года они начали ликвидацию старого кладбища, откуда вывозились кресты и надгробные памятники. В самом музее также начались административные реформы, в результате которых Кропоткина в 1929 году была из музея уволена, а сам он превратился в «Музей раскрепощённой женщины».
В том же 1929 году семью Кропоткиных выселили из дома в Трубниковском переулке как «бывших князей». Переехав к племяннице на Поклонную гору, Кропоткина зарабатывала на жизнь переводами и временной работой в библиотеках. 4 июля 1944 года она умерла.
Могила Елизаветы Сергеевны Кропоткиной находится на Ваганьковском кладбище.

## Комментарии
1. ↑  По другим данным, 29 августа (10 сентября) 1870[2].